# Franz Brentano
Franz Brentano   (Boppard, 16 de gener de 1838 - Zúric, 17 de març de 1917) fou un influent filòsof i psicòleg alemany, a més a més fou sacerdot catòlic.
Va fer estudis de filosofia, teologia i eclesiàstics. Doctorat el 1862, es va ordenar sacerdot, havent de renunciar després al manifestar la seva oposició sistemàtica a la "Infal·libilitat del Papa", proclamada en el Concili Vaticà I (1870). Després de realitzar diversos escrits i aquests ser publicats, es trasllada a Viena i es casa; allà publica la seva obra més rellevant: Psicologia des del punt de vista empíric. Era l'any 1874 i Wundt també publica la seva principal obra, influenciat per Kant, i sent considerat "Fundador de la psicologia de la consciència" basat en l'observació de l'experiència, "Fonaments de psicologia fisiològica". Va investigar les qüestions metafísiques mitjançant una anàlisi lògica-lingüística, amb el que es va distingir tant dels empiristes anglesos com del kantisme acadèmic.
Els seus estudis en el camp de la psicologia van introduir el concepte d'«intencionalitat», que tindria una influència directa en Husserl, segons el qual els fenòmens de la consciència es distingeixen per tenir un contingut, és a dir, per «referir» a algun objecte. Va definir al seu torn la «existència intencional», que correspon, per exemple, als colors o els sons. Brentano partia d'uns principis aristotèlics desenvolupats durant l'edat mitjana, rebutjant el producte cartesià del "Camí de la Idea", ja que això donava una concepció ingènua i metafísica de l'experiència reflectida en la ment. Brentano resumia que la ment es compon d'actes mentals que es dirigeixen a objectes amb significats externs a la ment mateixa, no és una situació complexa d'agregats mentals formats per elements sensorials.

## Obres destacades
- Aristoteles und seine Weltanschauung. Philosophische Bibliothek, vol. 303. Meiner, Hamburgo 1977, ISBN 978-3-7873-0401-1.
- Aristoteles und seine Weltanschauung. Leipzig 1911
- Aristoteles' Lehre vom Ursprung des menschlichen Geistes. Leipzig 1911
- Das Genie. Vortrag gehalten im Saale des Ingenieur- und Architektenvereins in Wien. Ed. Duncker & Humblot. Leipzig 1892
- Das Schlechte als Gegenstand dichterischer Darstellung. Vortrag, gehalten in der Gesellschaft der Litteraturfreunde zu Wien. Ed. Duncker & Humblot. Leipzig 1892
- Die Abkehr vom Nichtrealen. Briefe und Abhandlungen aus dem Nachlaß. Philosophische Bibliothek, vol. 314. Meiner, Hamburgo 1966, ISBN 978-3-7873-0432-5.
- Die Psychologie des Aristoteles, insbesondere seine Lehre vom nous poietikos. Ed. Franz Kirchheim. Mainz 1867
- Die vier Phasen der Philosophie und ihr augenblicklicher Stand. Stuttgart 1895.
- Geschichte der griechischen Philosophie. Ed. Franziska Meyer-Hillebrand. 2., verbesserte Aufl. Philosophische Bibliothek, Band 313. Meiner, Hamburg 1988, ISBN 978-3-7873-0694-7.
- Geschichte der Philosophie der Neuzeit. Ed. Klaus Hedwig. Philosophische Bibliothek, vol. 359. Meiner, Hamburgo 1987, ISBN 978-3-7873-0678-7
- Grundzüge der Ästhetik. Hrsg. von Franziska Mayer-Hillebrand. 2ª ed. Philosophische Bibliothek, vol. 312. Meiner, Hamburg 1988, ISBN 978-3-7873-0738-8.
- Kategorienlehre. Ed. d'Alfred Kastil. Philosophische Bibliothek, vol. 203. Meiner, Hamburgo 1985, ISBN 978-3-7873-0011-2.
- Meine letzten Wünsche für Österreich. In: Neue Freie Presse, 2/5/8 de diciembre 1894
- Neue Räthsel. (publicada sota el pseudònim Aenigmatias). Ed. Gerold's Sohn. Viena 1879
- Philosophische Untersuchungen zu Raum, Zeit und Kontinuum. Ed. e introducido por Stephan Körner y Roderick M. Chisholm. Philosophische Bibliothek, vol. 293. Meiner, Hamburgo 1976, ISBN 978-3-7873-0356-4
- Psychologie vom empirischen Standpunkt. Leipzig 1874, nueva edición 1911. Wiederauflage bei Ontos, ISBN 978-3-938793-41-1
- Über Aristoteles. Ed. Rolf George. Philosophische Bibliothek, vol. 378. Meiner, Hamburgo 1986, ISBN 978-3-7873-0631-2
- Über die Zukunft der Philosophie. ed. Meinner, Hölder, Viena 1893
- Ueber die Gründe der Entmuthigung auf philosophischem Gebiete. Ein Vortrag gehalten beim Antritte der philosophischen Professur an der k.k. Hochschule zu Wien. Ed. Braumüller. Viena 1874
- Untersuchungen zur Sinnesphysiologie. Eds. Roderick M. Chisholm y Reinhard Fabian. 2ª ed. Philosophische Bibliothek vol. 315. Meiner, Hamburgo 1979, ISBN 978-3-7873-0444-8
- Untersuchungen zur Sinnespsychologie. Leipzig 1907
- Von der Klassifikation der psychischen Phänomene, Leipzig, Duncker & Humbol, 1911
- Vom Dasein Gottes. Editado con introducción y notas de Alfred Kastil. Philosophische Bibliothek, vol. 210. Meiner, Hamburgo 1929, reimpreso 1968
- Vom Ursprung sittlicher Erkenntnis. Ed. Duncker & Humbolt. Leipzig 1889
- Von der mannigfachen Bedeutung des Seienden nach Aristoteles. Ed. Herder. Freiburg im Breisgau 1862
- Was für ein Philosoph manchmal Epoche macht. Viena, Pest u. Leipzig 1876
- Wahrheit und Evidenz, ed. O. Kraus, Leipzig, Meiner, 1930, reimpr. Hamburgo, Meiner, 1974